# Milan-San Remo 1963
La 54e édition de la course cycliste, Milan-San Remo a eu lieu le 19 mars 1963 et a été remportée par Joseph Groussard. 
Pour la première fois dans l'histoire du cyclisme, la victoire est attribuée avec l'aide de la photo-finish.

## Classement final
|    | Cycliste         | Équipe                      | Temps           |
| -- | ---------------- | --------------------------- | --------------- |
| 1  | Joseph Groussard | Pelforth-Sauvage-Lejeune    | 6 h 59 min 38 s |
| 2  | Rolf Wolfshohl   | Peugeot-BP                  | + 0 s           |
| 3  | Willy Schroeders | G.B.C.-Libertas             | + 28 s          |
| 4  | Willy Bocklant   | Faema-Flandria              | + 53 s          |
| 5  | Vittorio Adorni  | Cynar                       | + 53 s          |
| 6  | Luís Otaño       | Margnat-Paloma-Motul-Dunlop | + 2 min 07 s    |
| 7  | Franco Balmamion | Carpano                     | + 2 min 32 s    |
| 8  | Jean Graczyk     | Margnat-Paloma-Motul-Dunlop | + 2 min 52 s    |
| 9  | Gilbert Desmet   | Wiel's-Groene Leeuw         | + 2 min 52 s    |
| 10 | Vincent Denson   | Pelforth-Sauvage-Lejeune    | + 2 min 52 s    |